# Лорд Элибанк

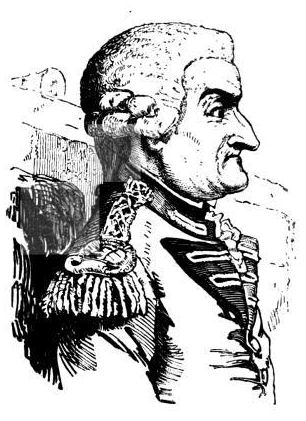
Патрик Мюррей, 5-й лорд Элибанк (1703—1778)

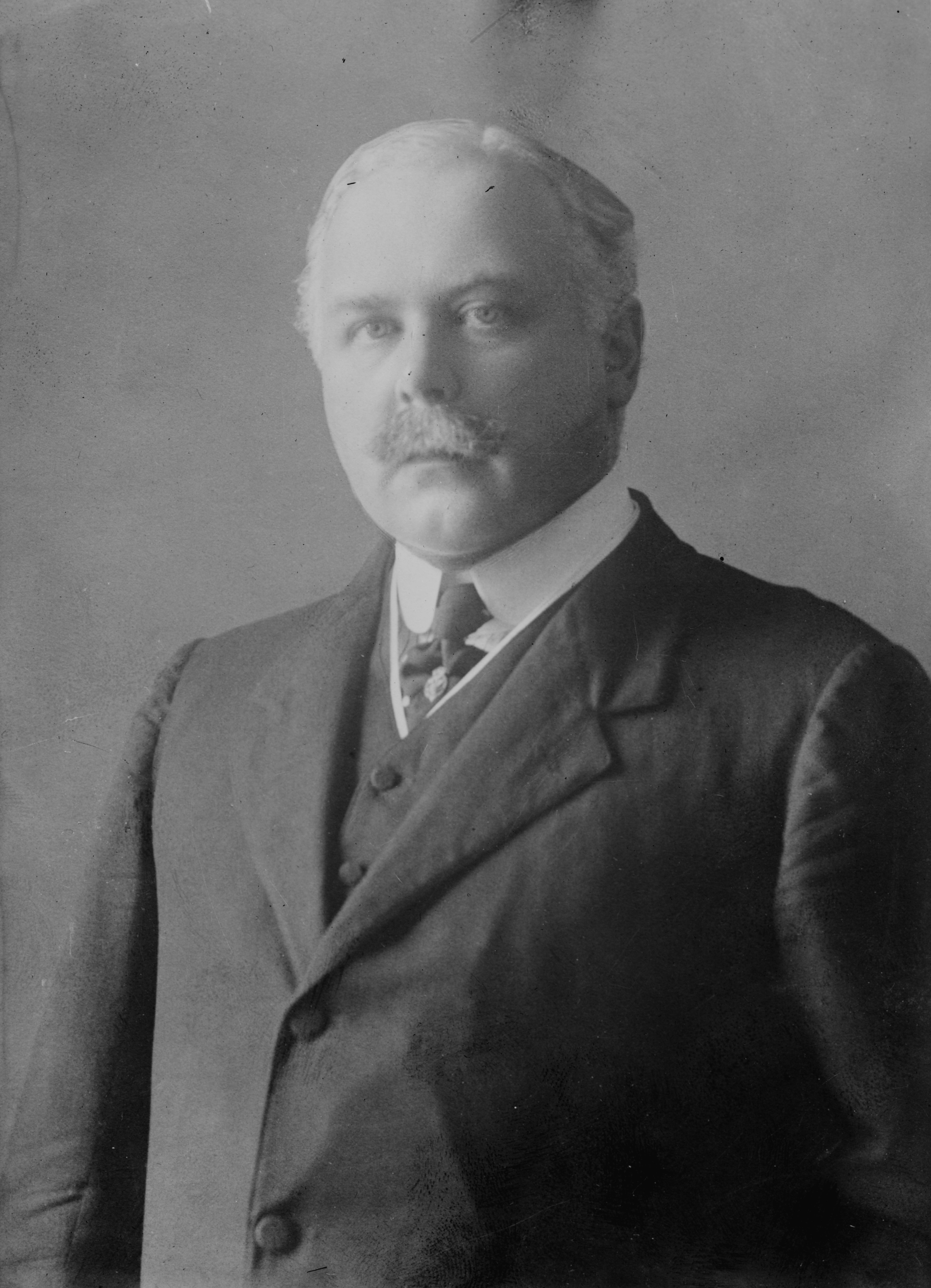
Александр Уильям Чарльз Олифант-Мюррей, 1-й барон Мюррей из Элибанка (1870—1920)

Лорд Элибанк из Эттрик Форест в графстве Селкиркшир — наследственный титул в системе Пэрства Шотландии.

## История
Титул лорда Элибанка был создан 18 марта 1643 года для сэра Патрика Мюррея, 1-го баронета (ум. 1649). Еще в 1628 году он получил титул баронета из Элибанка в Баронетстве Новой Шотландии. Его потомок, Патрик Мюррей, 5-й лорд Элибанк (1703—1778), был автором и экономистом. Его сменил в 1778 году его младший брат, Джордж Мюррей, 6-й лорд Элибанк (1706—1785), который имел чин адмирала королевского флота. После его смерти титул унаследовал его племянник, Александр Мюррей, 7-й лорд Элибанк (1747—1820). Он был депутатом Палаты общин от Пиблсшира (1783—1784) и лордом-лейтенантом Пиблсшира (1794—1820).
Его правнук, Монтолье Фокс Олифант-Мюррей, 10-й лорд Элибанк (1840—1927), также служил лордом-лейтенантом Пиблсшира (1896—1908). В 1911 году для него был создан титул виконта Элибанка из Элибанка в графстве Селкиркшир (Пэрство Соединённого королевства). Его старший сын и наследник, Александр Мюррей, мастер Элибанк (1870—1920), был либеральным политиком. Он был депутатом Палаты общин от Мидлотиана (1900—1906, 1910—1912), Пиблса и Селкирка (1906—1910), а также занимал посты контролера Хаусхолда (1905—1909), заместителя министра по дедам Индии (1909—1910) и парламентского секретаря казначейства (1910—1912). В 1912 году для Александра Мюррея был создан титул барона Мюррея из Элибанка, но он скончался при жизни отца. В 1927 году титул лорда унаследовал его младший брат, Гидеон Олифант-Мюррей, 2-й виконт Элибанк (1877—1951). Он заседал в Палате общин Великобритании от Глазко Сент Роллокса (1918—1922) и служил лордом-лейтенантом Пиблсшира (1935—1945). После его смерти титулы унаследовал его младший брат, Артур Сесил Мюррей, 3-й виконт Элибанк (1879—1962). Либеральный политик, он представлял в Палате общин Кинкардиншир (1908—1918), Кинкардин и Западный Абердиншир (1918—1923).
В 1962 году после его смерти титул виконта Элибанка прервался, а титулы баронета и лорда Элибанка унаследовал его дальний родственник, Джеймс Алистер Кэмпбелл Фредерик Эрскин-Мюррей, 13-й лорд Элибанк (1902—1973). Он был правнуком достопочтенного Джеймса Мюррея, четвертого сына 7-го лорда Элибанка. Его сменил его двоюродный брат, Алан Д’Ардис Эрскин-Мюррей, 14-й лорд Элибанк (1923—2017). Он являлся сыном Роберта Алана Эрскина-Мюррея, дяди 13-го лорда Элибанка. По состоянию на 2023 год носителем титула является Роберт Фрэнсис Алан Эрскин-Мюррей, 15-й лорд Элибанк (род. 1964) — сын 14-го лорда.
Достопочтенный Александр Мюррей из Элибанка (1712—1778), четвертый сын 4-го лорда Элибанка, участвовал в неудачном якобитском заговоре 1752 года, известном как «Заговор Элибанка». После неудачи он эмигрировал во Францию, где в течение нескольких был известен как «граф Мюррей», представитель якобитского претендента Джеймса III и VIII, известного как «Старый Претендент», который пожаловал ему титулы графа Вестминстера в якобитском пэрстве.

## Лорды Элибанк (1643)
- 1643—1649: Патрик Мюррей, 1-й лорд Элибанк (ум. 12 ноября 1649), единственный сын сэра Гидеона Мюррея из Элибанка (ум. 1621);
- 1649—1661: Патрик Мюррей, 2-й лорд Элибанк (ум. 13 февраля 1661), старший сын предыдущего от второго брака;
- 1661—1687: Патрик Мюррей, 3-й лорд Элибанк (ум. 1687), сын предыдущего;
- 1687—1736: Александр Мюррей, 4-й лорд Элибанк (9 марта 1677 — 6 февраля 1736), единственный сын предыдущего;
- 1736—1778: Патрик Мюррей, 5-й лорд Элибанк (27 февраля 1703 — 3 августа 1778), старший сын предыдущего;
- 1778—1785: Джордж Мюррей, 6-й лорд Элибанк (14 мая 1706 — 12 ноября 1785), младший брат предыдущего;
- 1785—1820: Александр Мюррей, 7-й лорд Элибанк (24 апреля 1747 — 24 сентября 1820), старший сын преподобного достопочтенного Гидеона Мюррея (1707/1711 — 1776), внук 4-го лорда Элибанка;
- 1820—1830: Александр Мюррей, 8-й лорд Элибанк (26 февраля 1780 — 9 апреля 1830), единственный сын предыдущего от первого брака;
- 1830—1871: Александр Олифант-Мюррей, 9-й лорд Элибанк (23 мая 1804 — 31 мая 1871), старший сын предыдущего;
- 1871—1927: Монтолье Фокс Олифант-Мюррей, 10-й лорд Элибанк (27 апреля 1840 — 20 февраля 1927), старший сын предыдущего, виконт Элибанк с 1910 года.

## Виконт Элибанк (1910)
- 1910—1927: Монтолье Фокс Олифант-Мюррей, 1-й виконт Элибанк (27 апреля 1840 — 20 февраля 1927), старший сын Александра Олифанта Мюррея, 9-го лорда Элибанка;
  - Александр Уильям Чарльз Мюррей Олифант, 1-й барон Мюррей из Элибанка (12 апреля 1870 — 13 сентября 1920), старший сын предыдущего
- 1927—1951: Гидеон Олифант-Мюррей, 2-й виконт Элибанк (7 августа 1877 — 11 марта 1951), младший брат предыдущего;
- 1951—1962: Артур Сесил Мюррей, 3-й виконт Элибанк (27 марта 1879 — 5 декабря 1962), младший брат предыдущего.

## Лорды Элибанк (продолжение креации 1643)
- 1962—1973: Джеймс Алистер Кэмпбелл Фридрих Эрскин-Мюррей, 13-й лорд Элибанк (23 июня 1902 — 2 июня 1973), сын Джеймса Роберта Эрскина-Мюррея (1868—1927);
- 1973—2017: Алан Д’Ардис Эрскин-Мюррей, 14-й лорд Элибанк (31 декабря 1923 — 30 ноября 2017), старший сын Роберта Алана Эрскина-Мюррея (1874—1939), внук Александра Эрскина Эрскина-Мюррея (1832—1907), двоюродный брат предыдущего;
- 2017 — настоящее время: Роберт Фрэнсис Алан Эрскин-Мюррей, 15-й лорд Элибанк (род. 10 октября 1964), старший сын предыдущего; 
  - Наследник: достопочтенный Тимоти Александр Элибанк Эрскин-Мюррей (род. 1967), брат предыдущего;
    - Наследник наследника: Александр Алан Джон Эрскин-Мюррей (род. 2003), сын предыдущего.